# Бурсак, Афанасий Фёдорович
Афанасий Фёдорович Бурсак (1782—1825) — русский военный, полковник, первый командир казачьей Черноморской сотни Казачьего лейб-гвардии полка.

## Биография
Родился в 1782 году в семье войскового атамана Черноморского казачьего войска Фёдора Бурсака.
В военную службу вступил 12 января 1796 года казаком на Кавказской линии и получил боевое крещение в Закубанских походах против горцев. 12 апреля 1797 года был произведён в сотенные есаулы, 14 ноября 1799 года стал хорунжим, 7 января 1800 года — сотником, а 12 июля 1807 года — полковым есаулом. 26 декабря 1807 года Афанасий Бурсак был назначен адъютантом военного министра графа Алексея Андреевича Аракчеева. 8 января 1810 года получил чин войскового полковника и 17 февраля этого же года стал адъютантом военного министра генерала Михаила Барклая де Толли.
В марте 1811 года войсковой полковник Афанасий Бурсак был назначен командиром казачьей Черноморской сотни и отправился на Кубань для её формирования. В июле 1811 года он завершил организацию сотни, куда вошли 5 офицеров, 14 урядников, 2 трубача и 100 казаков, и 1 марта 1812 года прибыл с ней в Санкт-Петербург, где Черноморская сотня вошла в состав лейб-гвардии Казачьего полка. В казачью сотню набирались казаки «хорошего состояния, доброго поведения, здоровья, ростом и лицом видных». Средний возраст их составлял около тридцати лет.
Это подразделение под командованием А. Ф. Бурсака в середине марта месяца выступило с полком в Вильно для содержания пикетов по берегам пограничной реки Неман. Черноморская казачья сотня участвовала во многих сражениях Отечественной войны 1812 года. Затем участвовала в военных кампаниях шестой коалиции: сражалась при Лютцене, Бауцене, Дрездене, Кульме и Лейпциге, участвовала в штурме Парижа. 20 августа 1813 года Афанасий Бурсак из войсковых казачьих полковников был переименован в полковника Русской императорской армии.
После окончания боевых действий А. Ф. Бурсак командовал 7-м Черноморским казачьим эскадроном лейб-гвардии Казачьего полка, в 1818 году возвратился на Кубань, где возглавил 2-й конный полк Черноморского войска и принимал участие в Закубанских походах 1823 и 1824 годов.
Афанасий Фёдорович Бурсак был награждён орденами Святого Георгия 4-й степени (1814), Святого Владимира 4-й степени с бантом (1812), Святой Анны 2-й степени с алмазами (1812), прусским орденом «За заслуги» (1813), золотой саблей «За храбрость», а также медалями.
28 марта 1825 года покончил жизнь самоубийством, бросившись в реку Кубань. Был похоронен на кладбище Елизаветинского куреня, позже его прах перенесли в Кубанскую войсковую столицу — город Екатеринодар.